# Viktor Alekseevič Savin
Viktor Alekseevič Savin (in russo Виктор Алексеевич Савин?), conosciuto anche come Vittor Nebdisa (Nëbdino, 21 novembre 1888 – 11 agosto 1943) è stato un poeta e drammaturgo sovietico, di etnia komi.

## Biografia
Nacque nel 1888 da una famiglia contadina nel villaggio di Nëbdino (Kortkerosskij rajon) nella Repubblica dei Komi, all'epoca parte dell'Impero russo.
Aderì al PCUS nel 1918. Nel 1937 venne arrestato con l'accusa di essere membro di una presunta organizzazione borghese controrivoluzionaria, fu deportato in un gulag dove morì nel 1943. Nel 1956 la figura di Savin fu ufficialmente riabilitata dalle autorità sovietiche.

## Stile e opere
Fu uno dei principali esponenti della poesia e del teatro komi in epoca sovietica; le sue opere, in versi e in prosa, spaziavano dalla celebrazione della Rivoluzione d'ottobre alle tematiche strettamente connesse alla tradizione e al folklore komi.
Nel corso della sua vita compose una trentina di opere teatrali tra cui: Un piccolo fiore appassito all'alba (in russo На восходе солнца увял цветок?) (1919), In paradiso (in russo В раю?) (1922), Anima inquieta (in russo Неприкаянная душа?) (1927), La rivolta di Ust'-Kulom (in russo Усть-Куломский бунт?) (1928), e La figlia di Parma (in russo Дочь Пармы?) (1930).
Nel 1930 fondò il Teatro di arte drammatica della Repubblica dei Komi nella città di Syktyvkar, nel 1966 venne elevato al rango di accademia teatrale e attualmente è intitolato a suo nome.
Le parole dell'inno ufficiale della Repubblica dei Komi derivano da una sua poesia intitolata Varysh poz.
Nella sua città natale c'è un museo e un monumento eretto in sua memoria.